# Fredrik Stang den yngre
 Der er flere personer med dette navn, se Fredrik Stang.
Fredrik Stang (27. december 1867 i Kristiania—15. november 1941) var en norsk jurist og politiker. Han var søn af Emil Stang den ældre og bror til Emil Stang den yngre.
Stang blev cand. jur. 1890 og var derefter advokatfuldmægtig i Kristiania til 1892. 1893—94 opholdt han sig med universitetsstipendium i udlandet, navnlig Tyskland og England, og studerede obligationsret, særlig handelsret. Efter hjemkomsten etablerede han sig som sagfører og blev 1896 højesteretsadvokat. I 1897 udnævntes han efter konkurrence til professor i retsvidenskab og har som sådan især foredraget obligationsret. 
Stang var medlem af Det Norske Videnskaps-Akademi i Kristiania. Stangs første litterære arbejde var en betænkning, afgivet til Justitsdepartementet; Skt Jørgen’s Hospital i Bergen (1895). Derefter fulgte en afhandling i Tidsskrift for Retsvidenskab, IX (1896): Det tyske Udkast til borgerlig Lov. I anledning af professorkonkurrencen forfattede ban to afhandlinge, nemlig Om Vildfarelse og dens Indflydelse efter norsk Privatret paa en Retshandels Gyldighed, og Om Erstatning for Liv. Et Bidrag til Læren om Skadeserstatning. 
Flere af hans forelæsningsrækker er udkomne i kontratryk, således Den norske Obligationsrets almindelige Del, Negotiable Dokumenter og Legitimationstegn, Forsikringsret, Køb, Forløfte, Gave, Konventionalbod, Tinglysning. Som medlem af en skandinavisk lovkomité deltog Stang i udarbejdelsen af udkast til lov om køb af 24. maj 1907 og forfattede lovens motiver. 
1905—08 var Stang medlem af Kristiania bystyre og i perioden 1906—09 Stortingsrepræsentant for Kristiania (Uranienborg kreds), valgt af det samlede Høyre og frisindede Venstre. Han blev Højres politiske fører og sad 1908—11 som formand i partiets centralstyre. Stærke videnskabelige interesser gjorde det imidlertid ønskeligt for ham at fratræde denne ledende politiske stilling. Han deltog endnu i valgkampen 1909, men undslog sig for at modtage genvalg og vægrede sig ved at blive medlem af den nye regering i februar 1910. 
2 år senere trådte han dog ind i ministeriet Bratlie og blev chef for Justitsdepartementet. Høsten 1909 havde Stang genoptaget sin lærergerning ved universitetet og sin videnskabelige virksomhed, og da ministeriet Bratlie januar 1913 gik af, tiltrådte han igen sit professorat. Han blev 1918 Dr. jur. honoris causa ved Københavns Universitet. 1921 blev han rektor ved universitetet, og 1922 formand i Stortingets Nobelkomité. 
1911 udgav Stang Indledning til Formueretten, som bind I af et planlagt stort værk: Norsk Formueret (2. udgave 1921). Videre har han udgivet: Fra spredte Retsfelter, I (1916) og II, Skade, voldt af Flere (1918), Erstatningsansvar (1919) samt en række afhandlinger og artikler i tidsskrifter og dagspressen. Efter Hagerups død blev Stang fra 1922 hovedredaktør af "Tidsskrift for Retsvidenskab". 
På det nordiske interparlamentariske møde i Kristiania 1917 holdt Stang et foredrag om Norden som centralsted for international videnskab. Han fremholdt, at da det videnskabelige samarbejde imellem landene for en stor del var blevet afbrudt under Verdenskrigen, burde de nordiske Lande søge at knytte det sammen igen. Til opnåelse heraf og for at skabe en bredere basis for det videnskabelige arbejde, end de nuværende universiteter magtede, tilrådede han, at de 3 lande skulde oprette videnskabelige institutter med international karakter. 
Det interparlamentariske møde besluttede at søge sagen realiseret. Resultatet af aarbejdet blev, at man i Norge oprettede "Statens videnskabelige Forskningsfond" (af 1919) med en Kapital på 3 millioner kroner, bevilget af staten, og i Danmark "Rask-Ørsted-fondet", Danmarks internationale videnskabelige fond, med en statsbevilling på 5 millioner kroner. I Sverige førte arbejdet ikke til noget resultat. 
Det norske forskningsfonds humanistiske afdeling oprettede "Instituttet for sammenlignende Kulturforskning" og overførte hvert år mindst 2/3 af sin renteindtægt til dette. Derhos ydede Oslo Kommune instituttet en bevilling på 1 million kroner, som dannede et urørligt fond. Instituttet trådte i Virksomhed 1924; Stang var formand i dets styre. Efter Stangs initiativ var også andre betydelige beløb afsat til støtte for videnskabeligt arbejde; således blev der af Aktieselskapet Norsk Varekrigsforsikring afsat 3 millioner kroner til et videnskabeligt fond.